# Mount Queen Bess
Der Mount Queen Bess ist mit 3298 m Höhe einer der Hauptgipfel der Pacific Ranges in den Coast Mountains im Süden der kanadischen Provinz British Columbia. Er befindet sich westlich des Chilko Lake und südlich des Tatlayoko Lake. Außerdem krönt er die gipfelverzierte Bergkette nördlich des Homathko Icefield. Mit einer Schartenhöhe von 2355 m überragt er seine Umgebung deutlich.
Der Berg ist nach der Königin Elizabeth I. benannt. Der relativ nah gelegene Mount Raleigh ist nach Sir Walter Raleigh benannt. Auch andere Gipfel in der Umgebung tragen Namen, die mit Elisabeth I. in Verbindung stehen: Pembroke, Silver Swan, Oriana, Armada, Grenville, Burghley, Howard, Walsingham, Cambridge, Cloister, Saint John, Galleon und Monmouth. Zwischen dem Mount Queen Bess und dem Chilko Lake liegt der Mount Good Hope und nordwestwärts jenseits des Homathko River die Waddington Range, in der die höchsten Gipfel der Coast Mountains einschließlich des höchsten Berges von British Columbia, Mount Waddington, zu finden sind.